# 세자르 삼파이우
카를루스 세자르 삼파이우 캄푸스(포르투갈어: Carlos César Sampaio Campos, 1968년 3월 31일 ~ )는 미드필더로 활약했던 브라질의 전 축구 선수이다. 그는 현재 자신이 이전에 활약한 SE 팔메이라스의 축구 경영인이다.

## 클럽 경력
전 수비적 미드필더인 세자르 삼파이우는 상파울루에서 온 4개의 주요 클럽 (산투스 FC, SE 팔메이라스, SC 코린치앙스 파울리스타, 상파울루 FC)을 위하여 활약한 몇몇 선수들 중의 하나이다. 팔메이라스의 전설적 선수인 그는 클럽 역사상 거대한 선수들 중의 하나로 숙고되어 1991년부터 1994년까지, 그리고 1999년부터 2000년까지 팀과 활약하였다. 그는 1990년과 1993년 2번이나 볼라 데 오우루(브라질 골든볼)을 수상하였다.

## 국제 경력
세자르 삼파이우는 1993년 코파 아메리카가 열리는 동안 브라질 축구 국가대표팀에 가입하였으나, 1990년 혹은 1994년 FIFA 월드컵 아무에도 팀의 일부가 아니었다. 그는 후에 1997년 코파 아메리카와 FIFA 컨페더레이션스컵을 둘다 우승한 브라질 팀의 일부였고, 1998년 FIFA 월드컵에서 브라질을 위하여 뛰면서 브라질 팀이 개최국 프랑스에게 패한 결승전을 향하여 6개의 경기들에 출연하였다. 월드컵에서 그는 스코틀랜드를 상대로 브라질의 오프닝 매치의 4분에서 첫 골을 득점한 것으로 기억되었다. 그는 16강전에서 칠레를 상대로 브라질의 4 대 1의 승리에서 한쌍을 득점하기도 하였다.
또한 결승전이 열리기 한밤 전 호나우두가 발작을 일으킬 때 삼파이우는 그를 도운 것으로 기억된다.

## 은퇴 후
세자르 삼파이우는 2004년 프로 축구에서 은퇴하였다. 그는 최근에 감독이 되고 싶다고 말하였고, 자신의 코치 계급들을 시작하고 있다.

## 통계
| 브라질 | 브라질 | 브라질 |
| 연도   | 출전   | 골     |
| ------ | ------ | ------ |
| 1990   | 1      | 0      |
| 1991   | 1      | 0      |
| 1992   | 5      | 0      |
| 1993   | 4      | 0      |
| 1994   | 2      | 0      |
| 1995   | 10     | 1      |
| 1996   | 0      | 0      |
| 1997   | 8      | 1      |
| 1998   | 9      | 4      |
| 1999   | 0      | 0      |
| 2000   | 7      | 0      |
| 합계   | 47     | 6      |

## 명예

### 클럽
SE 팔메이라스
- 캄페오나투 브라질레이루 세리이 A:1993, 1994
- 캄페오나투 파울리스타:1993, 1994
- 리우 - 상파울루 토너먼트:1993, 2000
- 코파 두 브라지우:1998
- 메르코술 컵:1998
- 코파 리베르타도리스 데 아메리카:1999

요코하마 플뤼겔스
- 아시안 컵위너스컵:1995
- 아시안 수퍼컵:1995
- 천황배 전일본 축구 선수권 대회:1998

데포르티보 라코루냐
- 수페르코파 데 에스파냐:2000

SC 코린치앙스 파울리스타
- 캄페오나투 파울리스타:2001

### 국가 대표팀
브라질
- FIFA 월드컵:1998 준우승
- FIFA 컨페더레이션스컵:1997
- 코파 아메리카:1997

### 개인적
- 브라질 골든볼:1990, 1994
- 브라질 실버볼:1990, 1994